# Lista över ledamöter av Sveriges riksdags andra kammare 1914
Ledamöter av Sveriges riksdags andra kammare vid andra lagtima riksdagen 1914. 
Ledamöterna invaldes vid nyvalet våren 1914, men valet gällde bara för tiden fram till 1914 års slut, eftersom ordinarie val skulle hållas på hösten 1914. Den nyvalda riksdagen sammanträdde första gången 18 maj 1914 och avslutade sina sammanträdanden den 30 september. Men på grund av orostiderna med ett hotande världskrig i bakgrunden avslutades aldrig 1914 års riksdag i grundlagsenlig mening eftersom man ville ha möjlighet att snabbt kunna sammankalla riksdagen igen om så skulle behövas.
Förkortningar: h = höger, l = liberal, s = socialist.

## Stockholms stad

### Första valkretsen
- Hjalmar Branting, redaktör, s
- Arvid Lindman, konteramiral, h
- Herman Lindqvist, telegraffullmäktige, s
- Ernst Söderberg, kassör, s
- Fridtjuv Berg, fil.dr, folkskollärare, l
- Carl Hallendorff, professor, h, f. 1869
- Johannes Hellner, f.d. justitieråd, l
- Knut Tengdahl, försäkringstjänsteman, s

### Andra valkretsen
- Gustaf Rikard Joachim Åkerman, överste, h, f. 1868
- Carl Albert Lindhagen, borgmästare, s
- Karl Emil Hildebrand, fil. dr, h
- Erik Kule Palmstierna, friherre, s
- Karl Albert Staaff, v. häradshövding, l
- Karl Herlitz, v. häradshövding, h

## Stockholms län

### Södra valkretsen
- Gustaf Albert Petersson, president i kammarrätten, h, f. 1851
- Jakob Pettersson i Södertälje, borgmästare, l, f. 1866
- Richard Wawrinsky, f.d. medicinalråd, l
- Wilhelm Källman, murare, s
- Adolf Molin, skräddaremästare, s, f. 1874
- Axel Walfrid Lundström i Bankesta, småbrukare, s, f. 1866

### Norra valkretsen
- Erik Åkerlund, godsägare, h, f. 1853
- Erik Eurén, hemmansägare, h, f. 1859
- Rikard Hagberg, folkskollärare, l

## Uppsala län
- Karl August Borg, förtroendeman, s, f. 1866
- Olof Alfred Berg i Staby, lantbrukare, h, f. 1862
- Nils Edén, professor, l, f. 1871
- Johan Andersson i Raklösen, hemmansägare, l
- K.G.W. Kant, rådman, h, f. 1872

## Södermanlands län

### Norra valkretsen
- Evald Krispin Kropp, knivsmed, s, f. 1859
- Gustaf Gustafsson, hemmansägare, l, f. 1856
- Carl Svensson, redaktör, s, f. 1879

### Södra valkretsen
- Anders Johan Bärg, förrådsförman, s
- Malcolm Juhlin, godsägare, l
- Carl Johan Johansson i Uppmälby, hemmansägare, s, f. 1867
- Gustaf Tamm, hovstallmästare, l, f. 1866

## Östergötlands län

### Norra valkretsen
- Carl Sjögren, redaktör, s, f. 1869
- Edvard Andersson, lantbrukare, h, f. 1856
- K. Eriksson i Lundby, hemmansägare, h
- Axel Ekman i Mogård, bruksägare, l, f. 1869

### Norrköping och Linköpings valkrets
- Karl Beckman, lektor, h, f. 1860
- Sven Persson i Norrköping, redaktör, s, f. 1873
- Theodor Zetterstrand, rådman, vilde

### Södra valkretsen
- David Hjalmar Pettersson i Bjälbo, lantbrukare, h
- Axel Sterne, journalist, s, f. 1878
- Conrad Vahlquist, regementsläkare, h, f. 1856
- Axel Theodor Adelswärd, friherre, kammarherre, l
- Joseph Hermelin, friherre, godsägare, h, f. 1857

## Jönköpings län

### Östra valkretsen
- Johan August Jonsson i Hökhult, lantbrukare, h, f. 1851
- Ernst Liljedahl, kapten, l, f. 1869
- Fredrik Johansson, fabrikör, f. 1853
- A.R. Rosenqwist, lantbrukare, h

### Västra valkretsen
- Erik Räf, disponent, h, f. 1858
- Bernhard Nilsson i Linnås, hemmansägare, h, f. 1874
- Felix Hamrin, grosshandlare, f. 1875
- Thure Widlund, konduktör, s, f. 1871
- Oscar Johanson i Huskvarna, fabriksarbetare, h, f. 1870

## Kronobergs län

### Östra valkretsen
- Johan Gustaf Svensson i Betingetorp, hemmansägare, h, f. 1864
- Martin Svensson i Kompersmåla, hemmansägare, h, f. 1871
- Axel Lindqvist i Kosta, glasslipare, s, f. 1878
- Johan Engqvist, lantbrukare, l

### Västra valkretsen
- Otto Magnusson i Tumbhult, hemmansägare, h, f. 1864
- Peter Magnus Olsson i Blädinge, hemmansägare, h, f. 1857
- M.N. Johansson i Västenhaga, hemmansägare, h
- Reinhold Eliasson, trävaruhandlare, l, f. 1872

## Kalmar län

### Norra valkretsen
- Erik Anderson i Hägelåkra, lantbrukare, h, f. 1870
- J. Persson i Västervik, tidningsexpeditör, s, f. 1873
- Anders Viktor Isaksson, predikant, h, f. 1855
- Axel Olof Rune, borgmästare, l

### Södra valkretsen
- John Jeansson, vicekonsul, h, f. 1865
- Per Olof Lundell, lantbrukare, h, f. 1849
- Per August Andersson i Knäppinge, lantbrukare, h, f. 1863
- A.W. Andersson i Resebo, hemmansägare, h, f. 1865
- Carl August Olsson, lantbrukare, l, f. 1863
- Karl Magnusson i Kalmar, parkföreståndare, s

## Gotlands län
- Karl Laurentius Johan Larsson i Bondarfve, lantbrukare, h, f. 1854
- Karl Kahlström, hemmansägare, h, f. 1862
- A. Lingström, folkskollärare, h, f. 1860

## Blekinge län
- John Jönsson i Boa, lantbrukare, h, f. 1862
- Johan August Ingvarson, redaktör, s, f. 1877
- Per August Larsson i Säby, lantbrukare, l, f. 1856,
- Otto Holmdahl, borgmästare, h, f. 1850
- A.E. Lindvall, lantbrukare, h, f. 1852
- Ulrik Leander, fängelsedirektör, l

## Kristianstads län

### Nordvästra valkretsen
- Per Nilsson-Bosson, lantbrukare, l, f. 1853
- Per Nilsson i Bonarp, hemmansägare, h, f. 1865
- Sven Bengtsson i Norup, lantbrukare, l, f. 1866
- Lars Borggren, bageriföreståndare, s, f. 1866
- John Erlansson, lantbrukare, h, f. 1863

### Sydöstra valkretsen
- Raoul Hamilton, greve, l, f. 1855
- Gustaf Nilsson i Kristianstad, ombudsman, s, f. 1880
- Viktor Arvidsson Ekerot, jordbrukskonsulent, f. 1844
- Bror Petrén, hovrättsråd. l

## Malmöhus län

### Norra valkretsen
- Jöns Jesperson å Dorisborg, lantbrukare, h, f. 1861
- Olof Nilsson i Tånga, lantbrukare, s, f. 1863
- Martin Holmström, gruvarbetare, s, f. 1867

### Mellersta valkretsen
- Sven Linders i Nevishög, lantbrukare, s, f. 1873
- Jöns Jönsson i Slätåker, lantbrukare, l, f. 1867
- Johan Jönsson i Revinge, lantbrukare, l, f. 1875
- Ivar Säfstrand, maskindirektör, l, f. 1872
- N. Larsson i Dala, direktör, l

### Södra valkretsen
- F.V. Thorsson, bankofullmäktige, s
- Hans Andersson i Skivarp, direktör, h, f. 1848
- Nils Edvard Lindberg, målare, s, f. 1868
- Jöns Pålsson i Anderslöv, hemmansägare, l, f. 1870

## Hälsingborg, Landskrona och Lund
- Malte Sommelius, fabriksdisponent, h, f. 1851
- Adolf Christiernson, redaktör, s, f. 1875
- Ola Hansson Waldén, folkskollärare, s, f. 1869

## Malmö stad
- Värner Rydén, statsråd, s
- Harald Lemke, distriktschef, h, f. 1855
- Nils Persson i Malmö, murare, s, f. 1865

## Hallands län
- Anders Henrikson i Heberg, lantbrukare, h, f. 1869
- Axel Westman, rådman, h, f. 1861
- Per Johan Persson i Tofta, häradsdomare, l, f. 1867
- Carl Strid, fattigvårdskonsulent, s, f. 1875
- Anders Olsson i Tyllered, lantbrukare, h, f. 1849
- August Ifvarsson, lantbrukare, l, f. 1858
- Nils Johansson i Brånalt, lantbrukare, h, f. 1864

## Göteborgs och Bohus län

### Södra valkretsen
- Herman Andersson i Grimbo, lantbrukare, h, f. 1869
- Carl L Olausson, lantbrukare, l, f. 1863
- Cornelius Olsson i Berg, lantbrukare, h, f. 1857
- Gustav Hansson i Gårda, skomakarmästare, s, f. 1878
- Oskar Gullstrand, komminister, h
- Gustaf Robert Dahlberg, posttjänsteman, s, f. 1879

### Norra valkretsen
- Carl Wallentin, handlande, h, f. 1856
- Oscar Osberg, lantbrukare, l
- Oscar Natanael Olsson (senare Broberg), lantbrukare, h, f. 1856
- Assar Emanuel Åkerman, häradshövding, s

## Göteborgs stad
- Emil Kristensson, folkskollärare, s
- Hjalmar Wijk, handlande, l, f. 1877
- Erik Röing, grosshandlare, l
- M. Bengtsson, tullvaktmästare, s, f. 1874
- Wilhelm Lundström, professor, h, f. 1869
- Algot Törnkvist, redaktör, s, f. 1879
- Erik Abrahamsson Indebetou, direktör i Sveriges Redareförening, h, f. 1870

## Älvsborgs län

### Norra valkretsen
- Johan Magnus Johansson, handlande, h
- Harald Hallén, komminister, s
- Axel von Sneidern, godsägare, l, f. 1875

### Mellersta valkretsen
- Karl Sanfrid Viktor Welin, rektor, h, f. 1855
- Herman Carlsson i Herrljunga, bankdirektör, l, f. 1870
- Otto Herman Svensson, lantbrukare, h, f. 1857
- Axel Andersson i Härrklättan, lantbrukare, s

### Södra valkretsen
- Axel Fredrik Wennersten, statsråd, h
- Gustaf Odqvist, godsägare, h, f. 1847
- Carl Lorentzon, lantbrukare, h, f. 1862
- Edor Andersson i Knapasjö, lantbrukare, l, f. 1859
- Mauritz Enderstedt, redaktör, l, f. 1880

## Skaraborgs län

### Norra valkretsen
- Lars Johan Jansson, hemmansägare, h, f. 1840
- Erland von Hofsten, borgmästare, h, f. 1870
- Carl Johanson i Gäre, lantbrukare, l, f. 1851
- Gustaf Sjöberg i Skövde, redaktör, l, f. 1861
- Karl Wilhelm Skareen, arbetare, s, f. 1866

### Södra valkretsen
- Carl Persson i Stallerhult, lantbrukare, h, f. 1844
- Emil Bengtsson i Kullen, lantbrukare, h, f. 1875
- Karl Magnus Andersson i Milsmaden, lantbrukare, l, f. 1853
- Oscar Bogren, redaktör, l, f. 1851
- Georg Kronlund, häradshövding, l, f. 1860

## Värmlands län

### Norra valkretsen
- Anders Gustaf Olsson, bankkamrer, l, f. 1879
- Herman Nordström, hemmansägare, s, f. 1882
- Johannes Hedström, järnarbetare, s, f. 1877 - Johannes Hedström (Q110436560)

### Östra valkretsen
- N.G. Åkerlindh, hemmansägare, h, f. 1869
- Axel Schotte, landshövding, l
- Nils A:son Berg i Munkfors, gjutmästare, s, f. 1861
- Nils Helger, folkskollärare, s, f. 1873

### Västra valkretsen
- Rosarus Andersson i Skrädene, lantbrukare, h, f. 1854
- Johan Igel, hemmansägare, l, f. 1855
- Albert Mossberg, hemmansägare, l, f. 1863
- Gustaf Flognfält, hemmansägare, s, f. 1872

## Örebro län

### Norra valkretsen
- Anders Anderson i Råstock, banvakt, s, f. 1874
- Erik Agabus Nilson i Örebro, grosshandlare, l, f. 1862
- Anders Petter Gustafsson i Örebro, egendomsägare, h, f. 1852
- Olof Nilsson i Örebro, modellsnickare, s, f. 1874
- Karl Sandberg, lantbrukare, l, f. 1862

### Södra valkretsen
- L.E. Gustafsson i Brånsta, lantbrukare, h, f. 1869
- Gustaf Olofsson i Åvik, lantbrukare, l, f. 1849
- Gustaf Adolf Eklund i Fällersta, lantbrukare, l, f. 1868
- Edvard Uddenberg, handlande, s, f. 1870

## Västmanlands län

### Östra valkretsen
- Viktor Larsson i Västerås, tidningsman, s, f. 1869
- Axel Robert Lundblad, lantbrukare, h, f. 1862
- Johan Andersson i Stärte, lantbrukare, l, f. 1860

### Västra valkretsen
- Gustaf Adolf Rundgren, järnarbetare, s, f. 1851
- Adolf Janson i Bråten, hemmansägare, l, f. 1860

## Kopparbergs län

### Östra valkretsen
- Robert Jansson i Falun, möbelsnickare, s, f. 1868
- Ernst Lyberg, rådman, l
- Samuel Söderberg, hemmansägare, h, f. 1859

### Västra valkretsen
- Johan Bernhard Eriksson, järnarbetare, s, f. 1878
- Rickard Sandler, folkhögskolelärare, s
- Johan Ström, hemmansägare, l, f. 1849
- Lars Johan Hagman, expeditör, s

### Norra valkretsen
- Per Tysk, hemmansägare, s, f. 1874
- Daniel Persson i Tällberg, nämndeman, l
- Eskils Hans Hansson i Bäck, hemmansägare, l

## Gävleborgs län

### Gästriklands valkrets
- Fabian Månsson i Hagaström, journalist, s, f. 1872
- Johan Andersson i Gävle, linjeförman, s, f. 1875
- Olof Olsson i See, hemmansägare, l, f. 1862
- Erik Andersson Leksell, murare, s, f. 1854

### Hälsinglands södra valkrets
- August Sävström, ombudsman, s
- Ernst Lindley, järnarbetare, s
- Jonas Jonsson i Hå, hemmansägare, l, f. 1858

### Hälsinglands norra valkrets
- Olof Olsson i Löräng, lantbrukare, h
- Johan Ericsson i Vallsta, hemmansägare, l, f. 1852
- Wilhelm Edbom, handelsföreståndare, s, f. 1875
- Per Norin, hemmansägare, s, f. 1863

## Västernorrlands län

### Medelpads valkrets
- Johan Zelahn, hemmansägare, h, f. 1861
- Robert Karlsson i Fjäl, l, f. 1869
- Karl Alfred Svensson i Skönsberg, arbetare, s, f. 1861
- Verner Hedlund i Sundsvall, arbetare, s, f. 1883

### Ångermanlands södra valkrets
- John Nydal, f.d. skolföreståndare, h, f. 1846
- Johan Rudolf Sundström, småbrukare, l, f. 1874
- Johan Emil Berglund, expeditör, s, f. 1861
- Eric Engström, hemmansägare, s

### Ångermanlands norra valkrets
- Fritiof Lundgren, kyrkoherde, l, f. 1871
- Carl Jonas Öberg, hemmansägare, h, f. 1859
- Emil Molin, hemmansägare, l, f. 1882

## Jämtlands län

### Södra valkretsen
- Johan Widén, landshövding, l
- Christian Ericson i Funäsdalen, tullvaktmästare, s, f. 1868
- Aron Julius Wedin, lantbrukare, l, f. 1876

### Norra valkretsen
- Johan Olofsson i Digernäs, hemmansägare, l, f. 1860
- Niclas Torgén, hemmansägare, l, f. 1871
- Karl Karlsson i Mo, hemmansägare, h, f. 1867

## Västerbottens län

### Södra valkretsen
- Johan Rehn, lantbrukare, f, f. 1865
- Erik Hellberg, provinsialläkare, l, f. 1856
- Werner Bäckström, folkskollärare, f
- Adolf Wiklund i Brattfors, lantbrukare, h, f. 1859

### Norra valkretsen
- Anton Wikström, redaktör Norra Västerbotten, l, f. 1876
- Carl Lindmark, hemmansägare, h, f. 1880
- Olof Jonsson i Gumboda, lantbrukare, l, f. 1858

## Norrbottens län

### Södra valkretsen
- Nils Erik Nilsson i Antnäs, hemmansägare, h, f. 1866
- Adolf Linus Lundström i Långnäs, hemmansägare, l, f. 1870
- Ernst Hage, förste järnvägsbokhållare, s, f. 1876

### Norra valkretsen
- Einar Holm, jägmästare, h, f. 1876
- Wilhelm Stenudd, folkskollärare, s, f. 1878
- Axel Lindström, hemmansägare, s, f. 1859